# Logatec
Logatec là một khu tự quản (tiếng Slovenia: občine, số ít – občina) trong vùng Osrednjeslovenska của Slovenia. Logatec có diện tích 173.1 km2, dân số là theo điều tra ngày 31 tháng 3 năm 2002 là 11343 người. Thủ phủ khu tự quản Logatec đóng tại Logatec.